# Ulla Isaksson

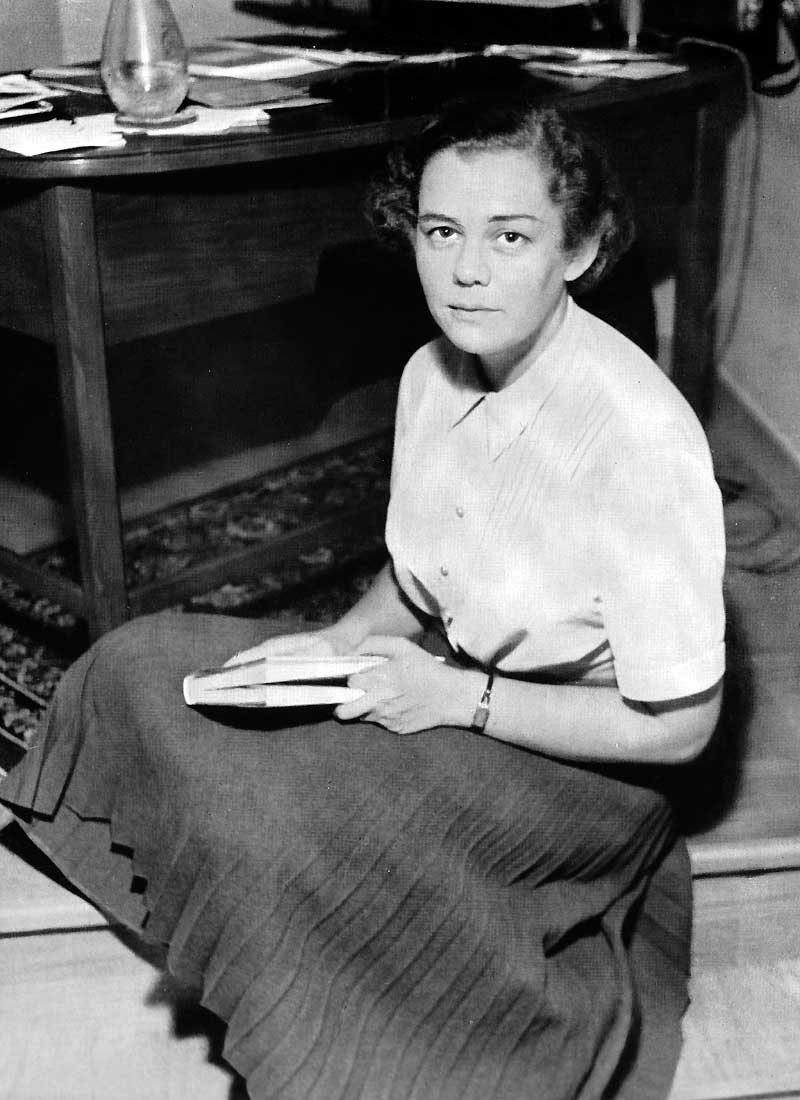
Ulla Isaksson im Jahre 1960

Ulla Isaksson (* 12. Juni 1916 in Stockholm, Schweden; † 24. April 2000 ebenda) war eine schwedische Autorin und Drehbuchautorin.

## Leben
Isaksson wurde 1916 in Schweden geboren. 1940 begann sie mit ihrem Roman Trädet. Ihr erstes Drehbuch schrieb sie 1953 für den Film Kvinnohuset.
1978 erhielt sie einen Ehrendoktor in Philosophie. 1995 wurde sie mit dem Selma-Lagerlöf-Preis ausgezeichnet und 1999 mit dem Sonderpreis der literarischen Gesellschaft De Nio.
Isaksson starb 2000 im Alter von 83 Jahren in Schweden.

## Filmografie
- 1953: Kvinnohuset
- 1958: Nahe dem Leben (Nära livet)
- 1960: Die Jungfrauenquelle (Jungfrukällan )
- 1962: Siska
- 1964: Das Kleid (Klänningen )
- 1972: Das letzte Haus links (The Last House on the Left)
- 1977: Ein Paradies (Paradistorg)
- 1986: Die Gesegneten (De två saliga )
- 1988: Begriper du inte att jag älskar dig?
- 1993: Chefen fru Ingeborg
- 2001: En sång för Martin

## Auszeichnungen
- Svenska Dagbladets litteraturpris (1952)
- Member of Samfundet De Nio (1973)
- Member of Kungliga Vetenskaps- och Vitterhetssamhället i Göteborg (1977)
- Hedersdoktor in Stockholm (1978)
- Göteborgs-Postens litteraturpris (1988)
- Stiftelsen Selma Lagerlöfs litteraturpris (1995)
- Samfundet De Nios Särskilda pris (1999)